# Inside My Brain
Inside My Brain ist das Debütalbum der US-amerikanischen Punkband Angry Samoans. Es wurde 1980 auf dem bandeigenen Label Bad Trip Records veröffentlicht. Produziert wurde es von Lee Ving, Sänger und Gitarrist der kalifornischen Punkband Fear.

## Titelliste
1. Right Side of my Mind – 2:09
2. Gimme Sopor – 1:44
3. Hot Cars – 0:33
4. Inside My Brain – 1:36
5. You Stupid Asshole – 2:09
6. Get Off the Air – 1:28

### Wiederveröffentlichung
Inside My Brain wurde 1987 von PVC Records als 12-Zoll-Schallplatte mit neuem Cover sowie 1990 von Triple X Records als CD neu aufgelegt. Auf diesen Neuauflagen sind fünf ältere Stücke (Demo- und Liveaufnahmen) enthalten, auf denen noch der erste Gitarrist der Angry Samoans, Kevin Eric Saunders, spielte. Die zusätzlichen Lieder sind:
1. My Old Man's a Fatso – 2:55
2. Carson Girls – 2:48
3. I'm a Pig – 2:17
4. Too Animalistic – 1:59
5. Right Side of My Mind – 2:16

## Hintergrund
Der Titel Get Off the Air schmäht den damals in Los Angeles/Hollywood sehr einflussreichen Radio-DJ Rodney Bingenheimer. Zusätzlich stieß Bassist Todd Homer in einer Radiosendung Todesdrohungen gegen Bingenheimer aus.  Der Band ging es dabei weniger um Kritik an dem damals bei KROQ-FM beschäftigten New-Wave-DJ, vielmehr sollte er stellvertretend für die der Band verhasste Rockmusikszene in Los Angeles beschimpft werden. Daraufhin machte Bingenheimer jedoch seinen Einfluss geltend, so dass die Angry Samoans in Los Angeles keine Konzerte mehr geben konnten. Aus der Notwendigkeit, überregional zu spielen, erwuchs die nationale Bekanntheit der Angry Samoans.
Kevin Eric Saunders war der Bruder von Mike Saunders. Seit dem 26. August 2011 ist er offiziell als Frau beurkundet und heißt jetzt Bonze Anne Rose Blayk.

## Rezeption
Der Musikkritiker Robert Christgau vergab in seiner Rezensionskolumne für The Village Voice die zweithöchste Note „A“ und bemerkte, dass die Angry Samoans mit ihren Texten und ihrer Spielgeschwindigkeit zwar auf dem Werk anderer Bands aufbauten, beides aber auf die Spitze trieben. Mike DaRonco bescheinigte der Band auf Allmusic „rohe Energie“ und Humor und vergab vier von fünf Sternen. Das Ox-Fanzine befand die Texte des Albums für „ziemlich sarkastisch und provokativ“.